# Isaakij Vinogradov
Archimandrita Isaakij (rusky Архимандрит Исаа́кий, občanským jménem Ivan Vasiljevič Vingradov / Ива́н Васи́льевич Виногра́дов 13.jul./ 25. února 1895greg. 1895, Petrohrad – 12. ledna 1981, Jelec, Lipecká oblast) byl archimandrita Ruské pravoslavné církve, účastník bílého hnutí. Jako pomocník biskupa Sergije působil v Praze.

## Původ
- Jeho otec Vasilij Vasiljevič Vinogradov byl syn vykoupivšího se sedláka, zemský učitel, 39 let učil ve škole ve vsi Chotynicy v Jamburském ujezdu Petrohradské gubernie.
- Jeho matka Anna Ivanovna, roz. Lichačovová, byla dcera zdravotníka, taktéž pracovala jako učitelka.

## Důstojník a básník
Ivan Vasiljevič absolvoval první Sankt-petěrburské reálné gymnázium (1913), dva два курса Petrohradské duchovní akademie, zrychlenou výuku Vladimirské vojenské školy. V době první světové války se účastnil bojů na rumunské frontě, jako velitel roty, a kde byl raněn. Na počátku roku 1918 vstoupil do divize plukovníka Michaila Drozdovského, s nímž absolvoval přesun z Jas k Donu, kde se připojil k dobrovolnické armádě. Jako “drozdovský“ důstojník, byl podruhé raněn v boji u Rostova na Donu, a u Heidelbergu (název německé osady na Krymu) byl raněn potřetí. Svou vojenskou službu zakončil v Drozdovského pluku v hodnosti kapitána s funkcí plukovního adjutanta.

## V emigraci

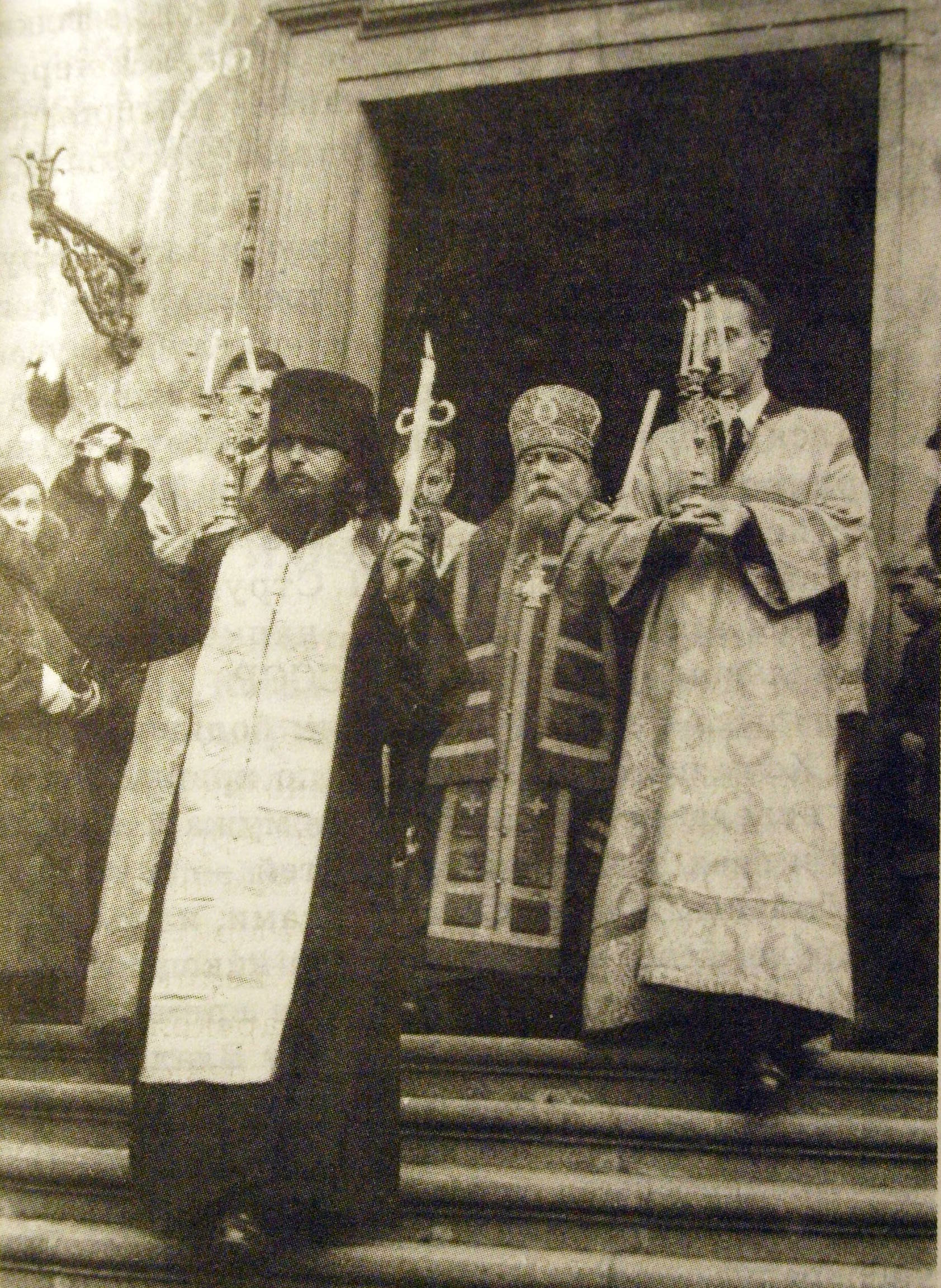
Archimandrita Isaakij a biskup Sergij před chrámem svatého Mikuláše na Staroměstském náměstí v Praze

V roce 1920 odešel do emigrace. Se svým plukem se ocitl v Gallipoli, odkud přešel do Bulharska. Zde se živil prodejem novin, pracoval v kartáčovnách, a poté na venkovském hospodářství. V roce 1926 byl přijat do pravoslavném bohoslovecké ústavu svatého Sergije v Paříži. Aktivně se angažoval v činnostech pro Ruské studentské křesťanské hnutí (РСХД). V době studií na akademii jej metropolita Jevlogij (Georgijevskij) postřihl na mnicha (20. února 1927). Od 24. února 1927 byl jerodiákonem, od června 1928 jeromonachem.
Od roku 1928 (nebo 1929) sloužil v Praze, v tehdy pravoslavném chrámu svatého Mikuláše na Staroměstském náměstí a v chrámu Zesnutí Přesvaté Bohorodice (Uspěnský chrám) na Olšanských hřbitovech. Od roku 1932 igumenem, od roku 1936 archimandrita. Byl blízkým pomocníkem a spolupracovníkem pražského arcibiskupa vladyky Sergije. Vyučoval Boží Zákon v ruských kurzech při Ruské akademické skupině, věnoval se hodně dětem, byl jejich oblíbeným učitelem-vychovatelem, organizoval letní tábory «Витязи». Přednášel na vojenských a učitelských kurzech, na konferencích a dobročinných akcích. 
Byl mezi věřícími velmi oblíbený. Metropolita Jevlogij jej považoval za „obratného diplomata a obětavého pracovníka“.
Od roku 1927 se podílel na fungování Ruského vševojenského svazu (ROVS), od ledna 1944 byl jeho hlavním duchovním.

## Zatčení a lágr
Když v květnu 1945 sovětská armáda přijela do Prahy, byl zatčen a 24. května převezen do SSSR. Byl uvězněn ve lvovské věznici, vojenským soudem odsouzen k deseti letům odnětí svobody (byl obviněn z účasti a činnost v RVS) a poté byl transportován k výkonu trestu do Karlagu, kde byl nucen těžce pracovat. V roce 1946 po intervenci arcibiskupa Sergije (Koroljova) a patriarchy Alexije I. byl propuštěn z pracovního tábora a pod dozorem poslán do Akťubinska.